# Castello di Cigognola
Il castello di Cigognola è una fortificazione situata nel comune italiano di Cigognola, in provincia di Pavia. L'edificio è posto sull'altura che sovrasta il paese, a 309 m s.l.m. Si trova nell'Oltrepò Pavese, sul colle dominante lo sbocco in pianura della valle Scuropasso, in posizione strategica data l'ottima visuale sulla pianura Padana e l'imbocco della valle.

## Storia
L'edificazione risale all'inizio del XIII secolo. 
Nel 1372, il castello fu attaccato e conquistato da Giovanni Acuto.
Il castello appartenne ai Sannazzaro, ai Beccaria dal 1406 (una famiglia aristocratica di parte ghibellina di Pavia), a Giorgio Aicardi dal 1415, quindi ai Visconti Aicardi Scaramuzza. Nel XVIII secolo passò a Barbara D'Adda e poi a suo figlio Alberico Barbiano di Belgiojoso. Sotto Napoleone i beni vennero comprati dai Gazzaniga e da questi passarono agli Arnaboldi Gazzaniga e infine ai Brichetto Arnaboldi.

## Struttura

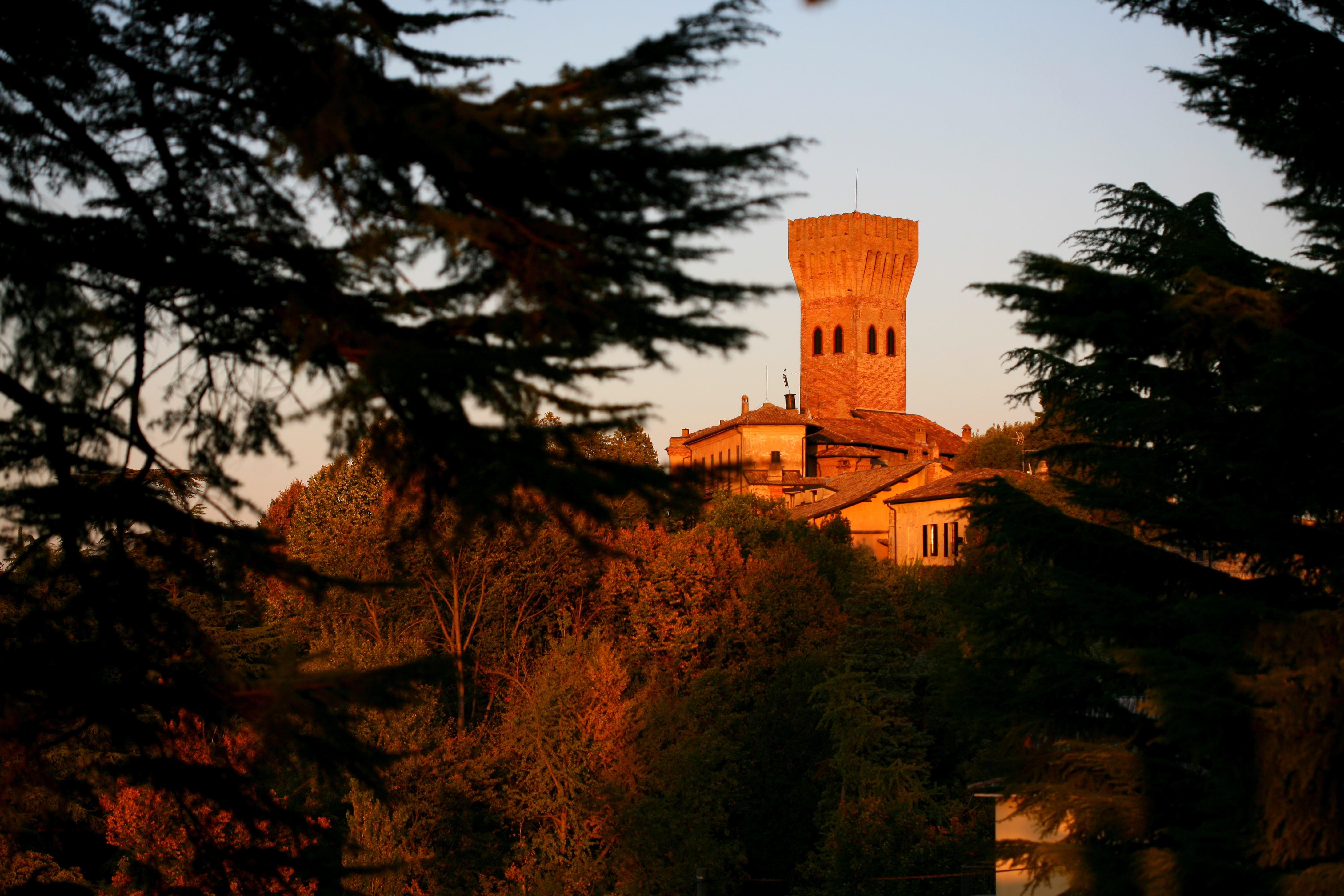
Torre del castello

Il castello ha una pianta molto articolata, formata da vari corpi di fabbrica. L'elemento centrale è l'alta torre merlata a base quadrata, con lunghi beccatelli e merli ghibellini, frutto di un rimaneggiamento ottocentesco. L'insieme forma un complesso, ancora oggi racchiuso da una cinta muraria e da un terrapieno. Dal cortile interno, di forma poligonale, sale la scalinata di accesso al castello. 
L'edificio è attualmente proprietà privata e sede di un'azienda vitivinicola.